# ピールム・ムーラーリス

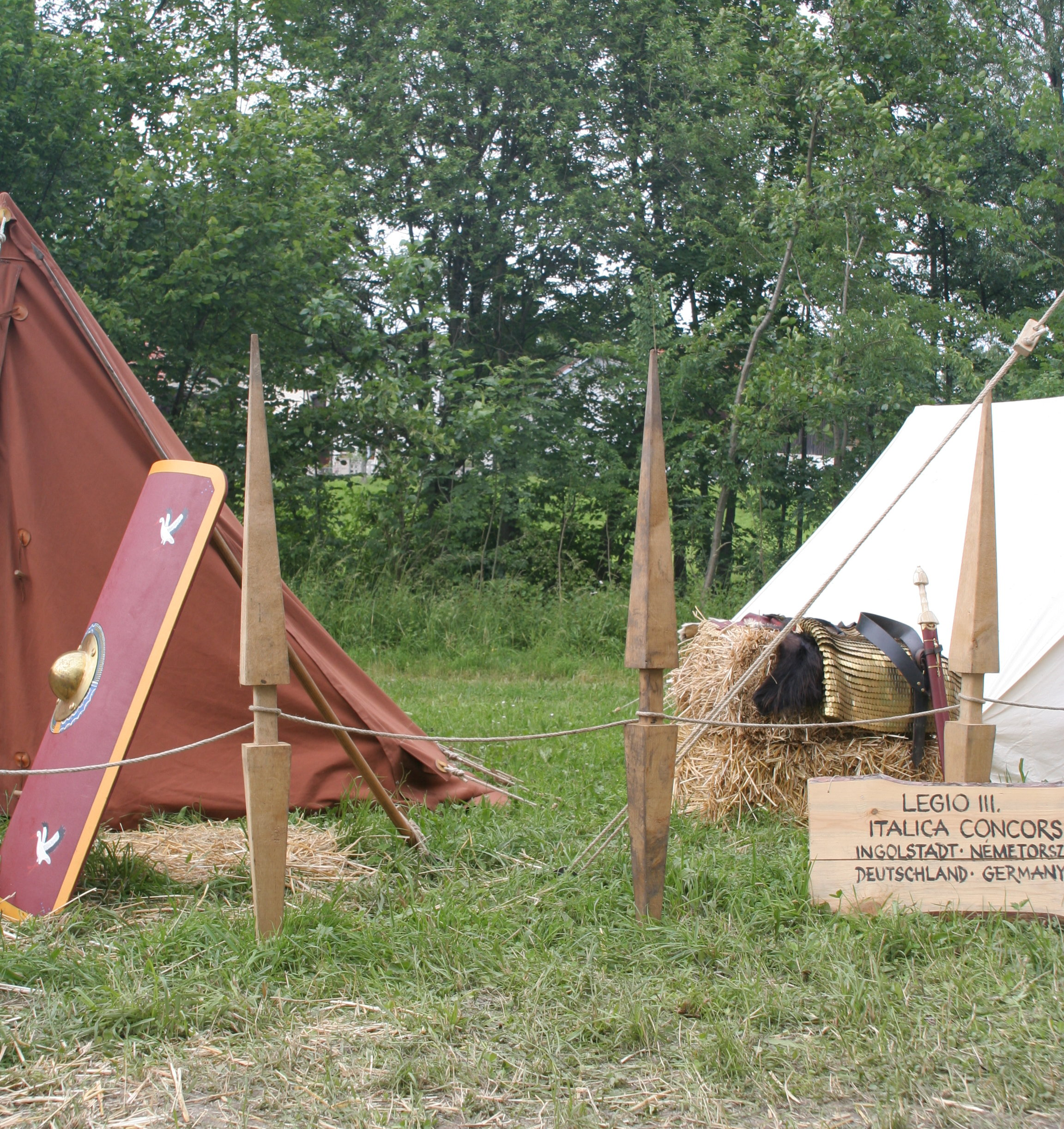
単純に杭を突き刺して柵に

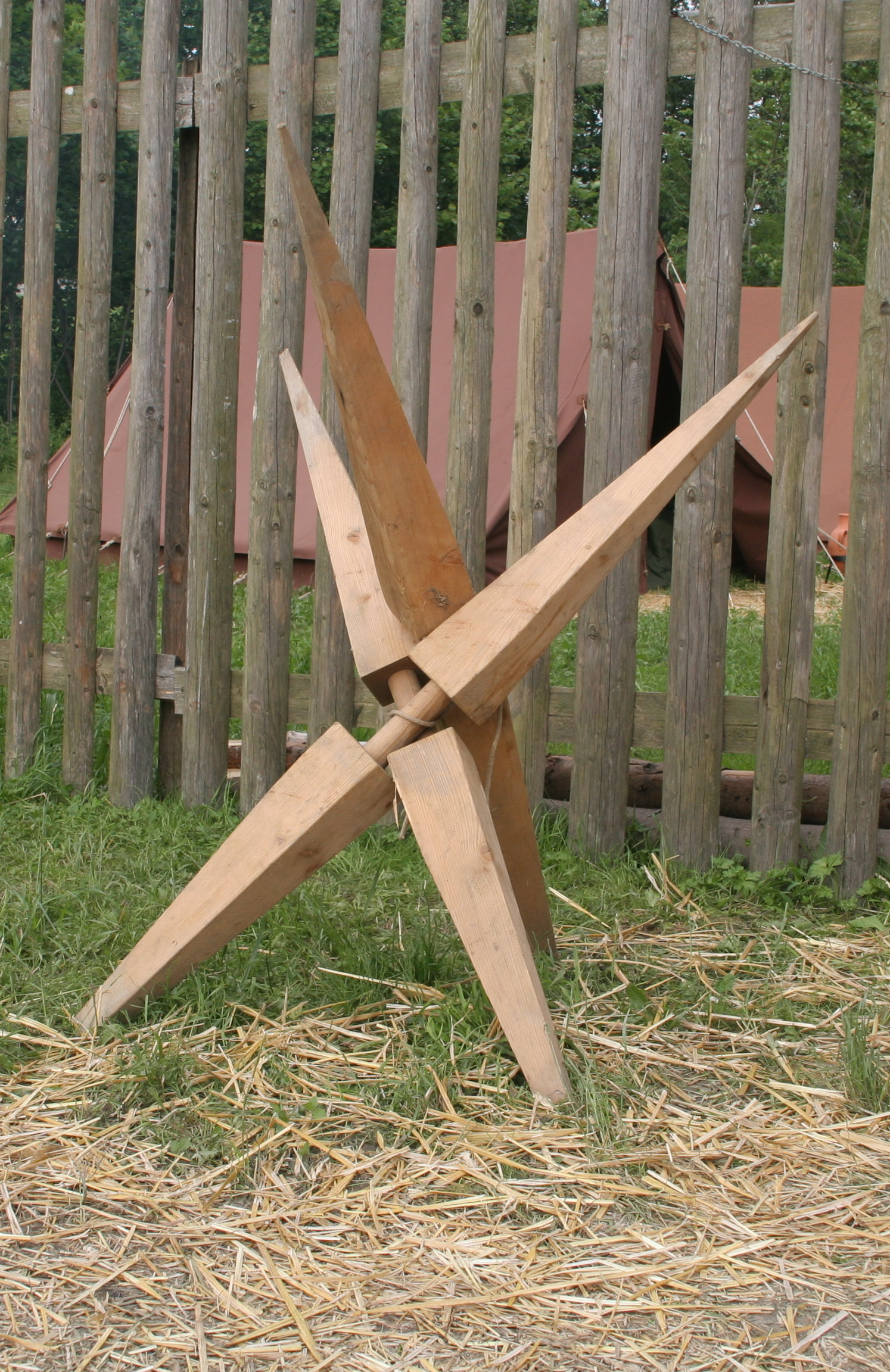
結合してチェコのヘッジホッグ状にしたもの

ピールム・ムーラーリス (pilum muralis) は、古代ローマの兵士が携帯した陣地の要塞化のための杭であると考えられている。ピールムは槍、ムーラーリスは壁のようなものという意味。また、"スディス"(sudis) や "ウァッルス"(vallus) とも呼ばれる。
この杭はオークなどの木材を使って作られており、長さは150–180cm、中央部は手で持てる程度の太さとなっており、中央部から両端に向けて長い四角錐状となっている。片側を地面に突き刺すことで使用する。
しかし、この杭の正しい使用法については専門家の間でも意見が分かれている。